# Vladislavs Gutkovskis
Vladislavs Gutkovskis, född 2 april 1995 i Riga, är en lettisk fotbollsspelare som spelar för Daejeon Hana Citizen och Lettlands landslag.

## Karriär

### Klubblagskarriär
Gutkovskis inledde sin karriär JFK Olimps i hemstaden Riga och flyttade senare till den inhemska storklubben Skonto. Han vann skytteligan i Virslīga 2014 efter att ha gjort 28 mål för Skonto.
Mellan 2016 och 2023 spelade han fotboll i Polen, fem säsonger tillbringade Gutkovskis med Termalica Nieciecza och därefter tre med Raków Częstochowa, med de senare vann han Ekstraklasa säsongen 2022/2023.
Sommaren 2023 flyttade Gutkovskis till Sydkorea för att spela för Daejeon Hana Citizen. Han hann medverka i tre ligamatcher för klubben innan han drabbades av en korsbandsskada.

### Landslagskarriär
Gutkovskis blev för första gången uttagen till det lettiska landslaget 2016. Sitt första landslagsmål gjorde han mot San Marino 2020.